# Never Too Late (스테이터스 쿠오의 음반)
《Never Too Late》는 영국의 하드 록 밴드 스테이터스 쿠오의 열네 번째 스튜디오 음반으로, 이 밴드와 존 이든이 공동 프로듀싱을 맡았다. 1981년 3월 13일에 발매된 이 음반은 더블린의 윈드밀 레인 스튜디오에서 전작인 《Just Supposin'》과 같은 세션에서 녹음되었고, 영국 음반 차트에서 2위에 올랐다.

## 배경
이 음반에서 발매된 싱글은 〈Something 'Bout You Baby I Like〉(톰 존스, 글렌 캠벨, 리타 쿨리지가 이전에 녹음한)의 커버와 〈Enough is Enough〉가 수록된 커버뿐이다. 이것은 고들리 & 크레미가 감독한 뮤직 비디오로 홍보되었다. 1981년 말, 《Just Supposin'》의 세 번째 싱글이 발매되었다.
이 음반은 1981년 말 드러머 존 코글런이 밴드를 떠났고 이듬해 초 피트 커처가 그를 대체하면서 밴드의 '정신 나간 4인조' 구성을 특징으로 하는 마지막 음반이었다.
"《Never Too Late》와 함께, 우리는 줄거리를 잃기 시작했다"라고 가수 프랜시스 로시는 회상했다. "작곡가 밥 영은 영리하게 거꾸로 승진했어요. 그 이후로 저는 그가 밴드가 더 이상 그를 원하지 않는다는 말을 들었다는 것을 알게 되었습니다."

## 평가
| 전문가 평가 | 전문가 평가 |
| 평가 점수   | 평가 점수   |
| 출처        | 점수        |
| ----------- | ----------- |
| AllMusic    | [ 3 ]       |

올뮤직의 회고적인 리뷰는 믹스에서 키보드의 과도한 양을 비판하면서도 대부분의 개별 곡을 칭찬하면서 엇갈렸다. 그들은 이 음반과 쌍둥이인 《Just Supposin'》에 대해 "고전 스테이터스 쿠오 디스크로 묘사할 수 있는 것도 아니지만, 밴드의 후기 발매만큼 일회용이 아니다"라고 평했다.

## 곡 목록
| #  | 제목                                | 작사·작곡                    | 재생 시간 |
| -- | ----------------------------------- | ---------------------------- | --------- |
| 1. | 〈Never Too Late〉                  | 프랜시스 로시, 버니 프로스트 | 3:59      |
| 2. | 〈Something 'Bout You Baby I Like〉 | 리처드 수파                  | 2:51      |
| 3. | 〈Take Me Away〉                    | 릭 파핏, 앤디 본             | 4:49      |
| 4. | 〈Falling in Falling Out〉          | 파핏, 본, 밥 영              | 4:15      |
| 5. | 〈Carol〉                           | 척 베리                      | 3:41      |

| #  | 제목                  | 작사·작곡            | 재생 시간 |
| -- | --------------------- | -------------------- | --------- |
| 1. | 〈Long Ago〉          | 로시, 프로스트       | 3:46      |
| 2. | 〈Mountain Lady〉     | 앨런 랭커스터        | 5:06      |
| 3. | 〈Don't Stop Me Now〉 | 랭커스터, 본         | 3:43      |
| 4. | 〈Enough is Enough〉  | 로시, 파핏, 프로스트 | 2:54      |
| 5. | 〈Riverside〉         | 로시, 프로스트       | 5:04      |

## 인증
| 국가                                                  | 인증     | 판매량/출하량 |
| ----------------------------------------------------- | -------- | ------------- |
| 프랑스 (SNEP)                                         | 골드     | 100,000*      |
| 스페인 (PROMUSICAE)                                   | 플래티넘 | 100,000^      |
| 영국 (BPI)                                            | 골드     | 100,000^      |
| *판매량을 기반으로 한 인증 ^출하량을 기반으로 한 인증 |          |               |